# 源雅定
源 雅定（みなもと の まささだ）は、平安時代後期の公卿・歌人。村上源氏、太政大臣・源雅実の次男。官位は正二位・右大臣。中院右大臣と号す。久我家2代。

## 経歴
白河院政期中期の長治2年（1105年）元服と同時に叙爵し、侍従次いで右近衛少将に任官する。長治3年（1106年）従五位上、嘉祥2年（1107年）正五位下、天仁2年（1109年）従四位下次いで従四位上、天永2年（1111年）正四位下、永久3年（1115年）右近衛中将と近衛次将を務めながら昇進を重ねた。
元永2年（1119年）参議に任ぜられ公卿に列すが、引き続き近衛中将を兼帯し、保安2年（1121年）従三位に昇叙されている。保安3年（1122年）権中納言に昇進するが、しばらく兼官のない状態となった。大治4年（1129年）権中納言として8年の労により正三位に叙せられた。同年白河法皇が没し、鳥羽院政期に入ると村上源氏に代わって閑院流が治天の君や天皇の外戚の地位を得たことで、村上源氏は政治の中枢から外れていくことになる。
大治5年（1130年）右衛門督を、翌大治6年（1131年）検非違使別当を兼帯し、同年12月に中納言に昇進する。その後も、長承3年（1134年）従二位、保延2年（1136年）正二位と昇進を重ね、同年11月に権大納言に任ぜられた。保延5年（1139年）妻の姪にあたり鳥羽上皇の寵愛を受けていた藤原得子が体仁親王を出産し、体仁が春宮に立てられる。保延6年（1140年）雅定は左近衛大将を兼ねている。
永治元年（1141年）体仁親王が即位（近衛天皇）し、藤原得子は国母として皇后に立てられる。雅定も皇后宮大夫に任ぜられ、天皇の外戚に準ずる立場を確保。久安5年（1149年）内大臣に昇進し58歳にして大臣の地位に昇った。久安6年（1150年）右大臣に至る。
かねてより出家の意志を持っていたが、仁平4年（1154年）5月28日に本意を遂げて出家。法名は蓮如。久寿2年（1155年）近衛天皇崩御の際に後継を定めるための王者議定に、出家の身ながら出席している。
応保2年（1162年）5月27日入滅。享年69。 

## 人物
- 素直でよく気が付き、堅苦しい所もなく魅力的な性格であった[2]。また、学才もあり、朝廷の儀式にも通じていたとされる[3]。
- 幼時より舞楽に長じ、康和3年（1101年）3月9日の白河院50歳の賀の試楽における童舞で、9歳にして『胡飲酒』を舞い、賞賛された[4]。父・雅実は雅定の舞の技能に自信を持っていたためか、嘉承元年（1106年）に開催された石清水臨時祭における一の舞に雅定が選ばれなかったことに腹を立て、途中で帰京してしまったとの逸話がある[5]。また、『胡飲酒』を伝える楽家の多資忠が1100年に山村政連（資忠の伯父の外孫）に殺害された際[6]、『胡飲酒』を伝受されていた雅実が資忠の子の忠方に伝えた逸話[7]があるが、雅実が死去してからは、忠方は雅定を師としていたとされる[8]。
- 豊原時元から伝授を受けた笙にも秀で、嘉応2年（1170年）までに開催された御遊において、各種記録に記された笙の演奏回数が2位の藤原宗忠を大きく引き離して最多となっている[9]。
- 歌人としては藤原顕輔・源俊頼らと交渉があり『金葉和歌集』以下の勅撰和歌集に入集している。

## 大鏡の増補を行った「皇后宮大夫」について
古くから『大鏡』の増補を行った「皇后宮大夫」を雅定に比定する説がありこれが通説とされているが、これは不明とされている同書の本編作者が増補作者の一族とされる推測から本編作者を村上源氏に求める論者から広い支持があるからであり、これに対して藤原一族に求める研究家からは同じ「皇后宮大夫」経験者である藤原家忠説などの異論も出されている。

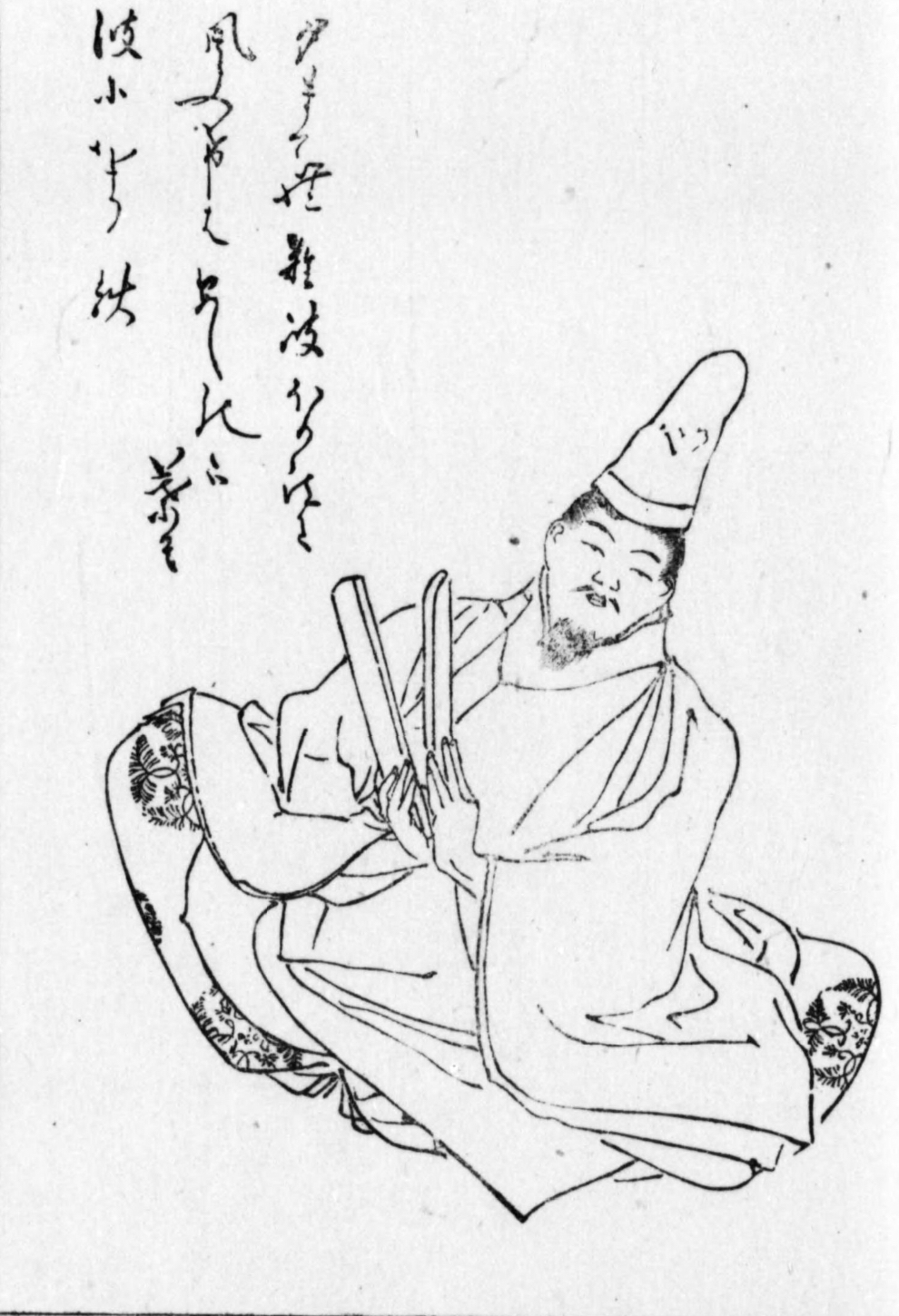
『前賢故実』

## 官歴
『公卿補任』による。
- 康和4年（1102年） 3月：殿上小舎人
- 長治2年（1105年） 正月21日：叙爵（元服日）。正月27日：侍従。3月16日：右近衛少将
- 長治3年（1106年） 正月5日：従五位上（少将労）。3月11日：兼周防介（同労）
- 嘉祥2年（1107年） 正月3日：正五位下（行幸院賞）
- 天仁2年（1109年） 正月6日：従四位下（少将労）。6月19日：従四位上（皇后宮従内大臣第入内賞）
- 天永2年（1111年） 正月23日：兼美作権介。9月20日：正四位下（従内大臣第還御内裡賞）
- 永久3年（1115年） 8月13日：右近衛中将
- 永久4年（1116年） 正月30日：兼備中介
- 元永2年（1119年） 2月6日：参議、中将如元（右府辞大将替）
- 元永3年（1120年） 正月28日：兼美作権守
- 保安2年（1121年） 正月5日：従三位（土御門内裏行幸賞）
- 保安3年（1122年） 12月21日：権中納言
- 大治4年（1129年） 正月7日：正三位（中納言労8年）
- 大治5年（1130年） 正月28日：兼右衛門督
- 大治6年（1131年） 5月29日：兼検非違使別当。12月22日：中納言、別当督如元
- 天承2年（1132年） 正月22日：兼左衛門督
- 長承2年（1133年） 12月18日：辞別当
- 長承3年（1134年） 正月7日：従二位（参議時日吉行幸行事賞）
- 保延2年（1136年） 3月23日：正二位（鳥羽御堂供養行事賞）。11月4日：権大納言。12月9日：勅授
- 保延6年（1140年） 12月7日：兼左近衛大将
- 永治元年（1141年） 12月27日：兼皇后宮大夫（皇后・藤原得子）
- 久安5年（1149年） 7月28日：内大臣。7月29日：大将如元
- 久安6年（1150年） 8月21日：右大臣。8月22日：大将如元
- 仁平4年（1154年） 5月28日：出家
- 応保2年（1162年） 5月27日：入滅

## 系譜
- 父：源雅実
- 母：田上二郎の娘、または藤原経生の娘（郁芳門院女房）
- 妻：藤原顕季の娘
  - 養子：源雅通（1118-1175） - 実は源顕通の子
  - 猶子：源定房（1130-1188） - 実は源雅兼の子